# Stenophylax terekensis
Stenophylax terekensis är en nattsländeart som först beskrevs av Martynov 1913.  Stenophylax terekensis ingår i släktet Stenophylax och familjen husmasknattsländor. Inga underarter finns listade i Catalogue of Life.